# Ludwig Leichhardt
Friedrich Wilhelm Ludwig Leichhardt (Sabrodt, 23 ottobre 1813 – 1848) è stato un esploratore tedesco.

## Vita

### I primi anni
Ludwig è nato, sesto di nove fratelli, il 23 ottobre 1813 da Christian Hieronymus Matthias Leichhardt e Charlotte Strählow, in una famiglia piuttosto agiata.
Studiò a Cottbus, dove si diplomò nel 1831. Nel 1833 intraprese gli studi all'Università di Gottingen dove incontrò William Nicholson e suo fratello John, con cui andò in Inghilterra dopo il 1837.  Studiò anche a Londra e Parigi. Nel 1841 si recò in Australia per esplorarne le zone ancora sconosciute. Nel 1842 arrivò a Sydney.

### Prima spedizione
La sua prima spedizione, da Jimbour (presso Brisbane) a Port Essington (presso Darwin) nel Territorio del Nord, portò Leichhardt a scoprire un percorso lungo circa 4.800 km attraverso il nord-est del continente. Il suo "Tagebuch einer Landreise in Australien von Moreton-Bay nach Port Essington während der Jahre 1844 und 1845" ha aiutato avventurieri e coloni nella conquista del nuovo territorio. Leichhardt scoprì anche le più grandi riserve di carbone australiane contribuendo al successo economico del Paese.

### Seconda spedizione
Nel 1846 fallì un suo progetto di attraversamento del continente australiano, da est a ovest. Così i ricercatori fecero un secondo tentativo, sostenuto dal commerciante John Mackay da Sydney: il 5 aprile 1848 Leichhardt partì a cavallo con quattro europei e due aborigeni dalla stazione McPherson, circa 400 km a nord-ovest di Brisbane, lungo un percorso verso la terra di Perth. Da allora si perse ogni traccia dei partecipanti alla spedizione. Non vi è alcuna prova che egli sia morto per mano degli aborigeni. L'ipotesi più accreditata è che raggiunse il deserto Simpson e vi morì di sete.

## Alla ricerca di Leichhardt
Nel 1852 iniziò una spedizione di ricerca, sotto la direzione di Hovendon Heley, che trovò solo un accampamento ed un albero con incise una "L" sopra ad "XVA". Nel 1858 vi fu una ricerca guidata da Augustus Gregory.

## Onorificenze
In sua memoria in Australia portano il suo nome: 
- una catena montuosa, il Leichhardt Range
- una piazza a Giovinazzo  (BA), Italy
- un sobborgo della città di Sydney, Leichhardt
- un sobborgo di Brisbane
- una cascata
- una città in Victoria
- una montagna nel Territorio del Nord
- diversi fiumi e torrenti
- una miniera
- Una strada
- Diverse aziende agricole
- una circoscrizione in Queensland

A Trebatsch, vicino a Sabrodt, vi è il Museo Ludwig Leichhardt. 
In memoria di Leichhardt la scuola in cui ha studiato a Cottbus è stata intitolata a lui.
Inoltre l'ultimo viaggio di Leichhardt ha ispirato il romanzo "Voss" del vincitore del Premio Nobel Patrick White.